# Wassen (gemeente)
Wassen is een gemeente en plaats in het Zwitserse kanton Uri. Wassen telt 429 inwoners. Het is verbroederd met het Belgische Ichtegem.

## Geschiedenis
Tot 1875 maakte ook de huidige gemeente Göschenen deel uit van Wassen.

## Verkeer en vervoer

### Wegverkeer
Door de gemeente lopen de autoweg A2 en de Hauptstrasse 2 en 11.

### Spoorwegen
Wassen heeft een station, station Wassen, aan de Gotthardspoorlijn. Op dit station stoppen geen treinen meer.